# Filoteris
Filoteris fue un pueblo del antiguo Egipto ubicado en el oasis de Fayún. Fue fundado c. 280 a. C. por el faraón Ptolomeo II Filadelfo del Reino Ptolemaico, quien lo nombró en honor a su hermana, Filotera. En el momento de su fundación, aproximadamente 800 habitantes eran antiguos egipcios, mientras que 400 eran antiguos griegos .
En 2017, el primer gimnasio egipcio-griego del período helenístico fue encontrado en las ruinas de Filoteris por el Instituto Arqueológico Alemán (DAI). La estructura contaba con un salón para reuniones, un comedor, un patio de 20 metros, una pista de carreras y jardines en lo que era «un diseño ideal para un centro de aprendizaje griego». Al mismo tiempo, el gimnasio era solo para hombres menores de 31 años. La profesora del DAI Cornelia Römer, dijo a Deutsche Welle que «el gimnasio de [Philoteris] muestra claramente el impacto de la vida griega en Egipto, no solo en Alejandría, sino también en el campo».
Actualmente, el asentamiento egipcio de Madinat Watfa se ubica en el sitio de las ruinas de Filoteris, a unos 80 km al suroeste de El Cairo.